# Самес
Самес (вірм. Շամուշ) чи Самос — правитель вірменського царства Софени й Коммагени. Син царя Вірменії Єрванда III. Походив з вірменської царської династії Єрвандідів

## Біографія
Самес згадується як один із перших вірменських царів об'єднаної держави Софени й Коммагени. На Євфраті він заснував місто Самосату, що стало столицею його царства.
Поблизу міста Гергер (сучасна Туреччина), на руїнах стародавнього міста Арсамея-на-Євфраті, біля входу до святилища, зберігся чотириметровий рельєф царя Самеса. Царя зображено в традиційних одежах і гостроверхій тіарі. Окрім того, там же розміщено і напис, що каже, що місто було засновано сином Самеса Аршамом